# Trichiohelcon phoracanthae
Trichiohelcon phoracanthae is een insect dat behoort tot de orde vliesvleugeligen (Hymenoptera) en de familie van de schildwespen (Braconidae). De wetenschappelijke naam van de soort werd voor het eerst geldig gepubliceerd door Froggatt in 1916.